# D'Alembert-operatoren

D'Alembert-operatoren (symbol: {\displaystyle \Box }) (eller boks-operatoren) er en differential-operator, der anvendes i bølgeteori, speciel relativitetsteori og elektromagnetisme. Operatoren optræder i Minkowski-rum i stedet for Laplace-operatoren og er opkaldt efter den franske matematiker og fysiker Jean-Baptiste le Rond d’Alembert (1717-1783).

## Operatoren
Operatoren er givet ved følgende sammensætning af partielle afledte:
{\displaystyle \Box ={\frac {1}{c^{2}}}{\frac {\partial ^{2}}{\partial t^{2}}}-{\frac {\partial ^{2}}{\partial x^{2}}}-{\frac {\partial ^{2}}{\partial y^{2}}}-{\frac {\partial ^{2}}{\partial z^{2}}}}
hvor {\displaystyle x}, {\displaystyle y} og {\displaystyle z} er de tre rumlige koordinater, {\displaystyle t} er tiden, og {\displaystyle c} er lysets hastighed. Vha. Laplace-operatoren {\displaystyle \nabla ^{2}} kan dette også skrives som:
{\displaystyle \Box ={\frac {1}{c^{2}}}{\frac {\partial ^{2}}{\partial t^{2}}}-\nabla ^{2}}

## Anvendelse
Bølger beskrives af bølgeligningen
{\displaystyle {\frac {\partial ^{2}u}{\partial t^{2}}}=c^{2}\nabla ^{2}u}
hvor {\displaystyle u} er bølgens forskydning. Med d'Alembert-operatoren kan dette skrives mere kompakt som:
{\displaystyle \Box u=0}
| Matematik | Spire Denne artikel om matematik er en spire som bør udbygges. Du er velkommen til at hjælpe Wikipedia ved at udvide den. |